# 154. rezervní divize (Wehrmacht)
154. rezervní divize (německy 154. Reserve-Division) byla pěší divize německé armády (Wehrmacht) za druhé světové války.

## Historie
Divize byla založena 15. září 1942 ve městě Landshut a přeložena do jižního Polska. V létě 1944 byla 154. rezervní divize nasazena na Ukrajině, kde při těžkých bojích utrpěla vysoké ztráty. 1. října 1944 byla 154. rezervní divize přejmenována na 154. polní výcvikovou divizi.